# Janusz Owsiany
Janusz Owsiany (ur. 1961 w Głogowie) – polski artysta, rzeźbiarz. Mieszka i pracuje w Chociemyśli (gmina Kotla, województwo dolnośląskie), gdzie prowadzi pracownię rzeźby.

## Twórczość
Jest pomysłodawcą i organizatorem Ogólnopolskich i Międzynarodowych Spotkań Twórczych Chociemyśl, odbywających się corocznie od 1991 r. Zajmuje się rzeźbą w kamieniu, drewnie i metalu. Swoje prace prezentuje na wystawach zbiorowych i indywidualnych od 1983 roku, w kraju i zagranicą (Niemcy, Czechy, Słowacja, Szwecja, Hiszpania).